# Eingemeindungen in die Stadt München

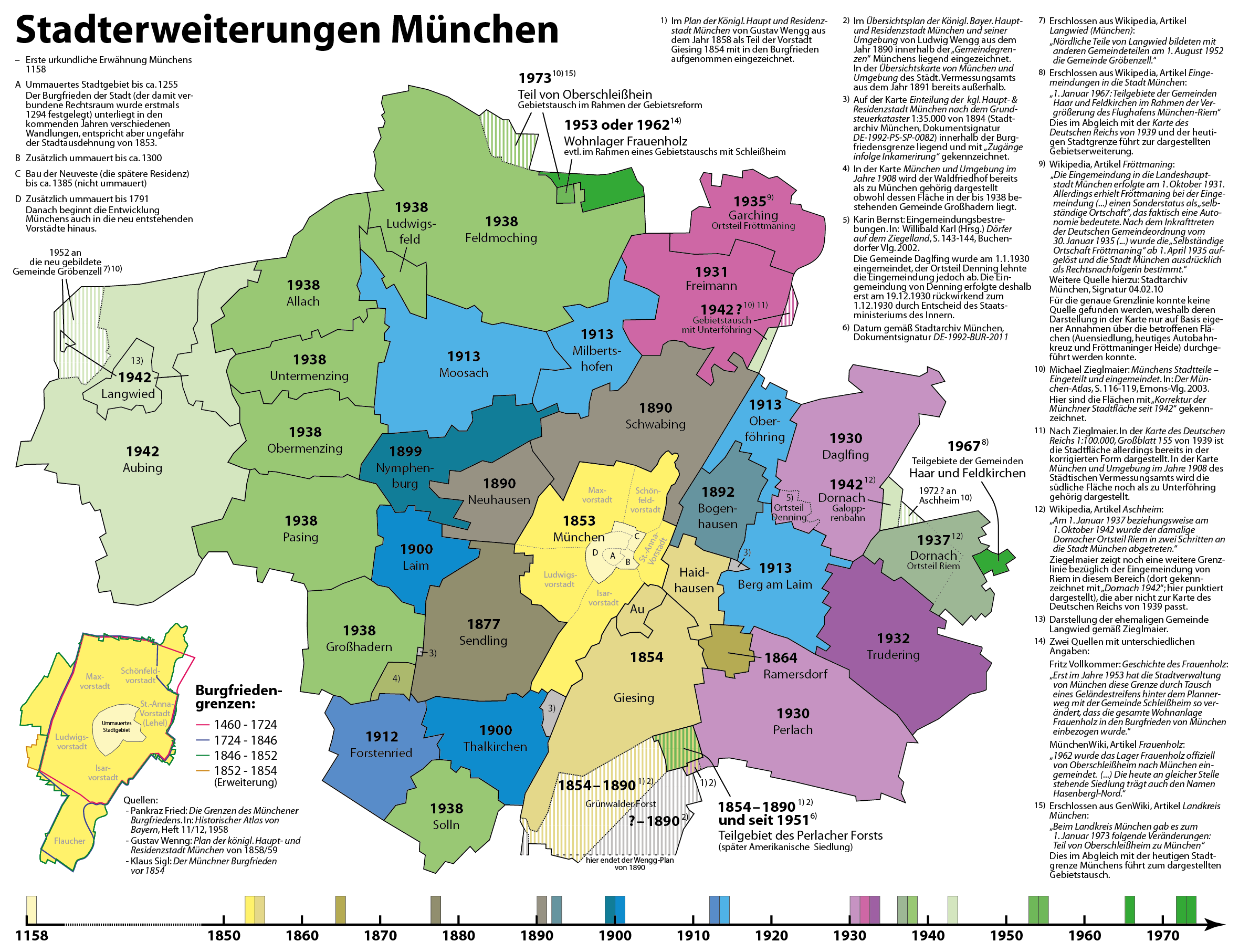

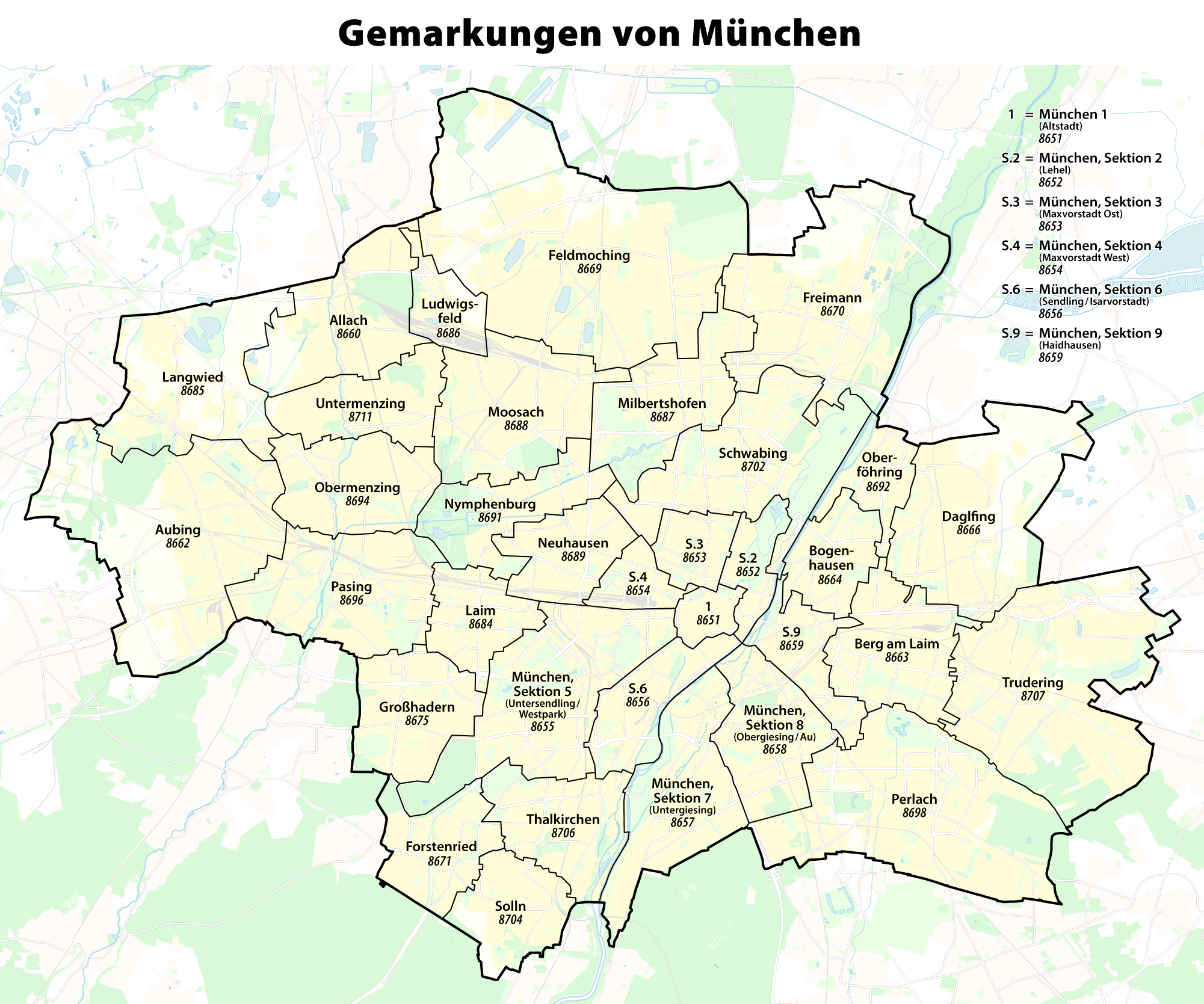
Die Stadterweiterungen entsprechen weitgehend den Grenzen der Gemarkungen Münchens

Durch die Eingemeindungen in die Stadt München, also das Einverleiben ehemals eigenständiger Gemeinden oder anderer Gebietsteile, wuchs das Territorium der Stadt München im Verlauf des 19. und 20. Jahrhunderts beträchtlich an.

## Geschichte
Das Gebiet der Stadt München umfasste ursprünglich neben dem eigentlichen Stadtgebiet, das von der Stadtbefestigung umgeben war, auch den Münchner Burgfrieden, der bereits in der Rudolfinischen Handfeste von 1294 angedeutet und 1380 erstmals unter diesem Namen genannt ist. Eine Neuvermessung und Verbriefung des Burgfriedens fand 1460 statt, 1724 erfolgte eine Korrektur. Nach dem Gemeindeedikt von 1818 wurde München in den Grenzen des Burgfriedens zu einer eigenständigen politischen Gemeinde. Weitere Korrekturen des Burgfriedens erfolgten 1846 und 1852, bevor 1854 begonnen wurde, ganze ehemals selbständige Gemeinden in das Stadtgebiet einzugliedern. Bis 1877 wurde diesen eingemeindeten Gebieten auch die Gemarkungsbezeichnung München zugeordnet, erst danach behielten die eingemeindeten Gemeinden ihren Gemeindenamen als Gemarkungsbezeichnung.

## Liste der Eingemeindungen
Ab 1854 wurden folgende Städte, Gemeinden, Gemarkungen oder Teile hiervon in die Stadt München eingegliedert:
- 1. Oktober 1854:
  - Stadt Au mit den Gemeindeteilen Au, Untergiesing und Nord-Falkenau
  - Gemeinde Haidhausen
  - Gemeinde Giesing mit den Gemeindeteilen Obergiesing, Lohe, Falkenau, Pilgersheim, Birkenleiten, Papiermühle, Warthof, Harlaching, Hellabrunn, Menterschwaige, Siebenbrunn, Soyerhof und Stadelheim
- 4. März 1861: Lände (Gemeinde Thalkirchen)
- 1. Januar 1864: Gemeinde Ramersdorf
- 1. Januar 1877: Gemeinde Untersendling mit den Gemeindeteilen Untersendling, Mittersendling, Neuhofen[2] und Sendlinger Haid[3]
- 1. Januar 1890: Gemeinde Neuhausen mit den Gemeindeteilen Neuhausen und Friedenheim
- 20. November 1890: Stadt Schwabing mit den Gemeindeteilen Schwabing, Biederstein, Hirschau, Neuschwabing, Riesenfeld, und Tivoli (mit Ludwigswalzmühle)
- 1. Januar 1892: Gemeinde Bogenhausen mit den Gemeindeteilen Bogenhausen, Brunnthal, Neuberghausen und Priel
- 4. August 1897: Teilgebiet der Gemeinde Moosach
- 1. Januar 1899: Gemeinde Nymphenburg mit den Gemeindeteilen Nymphenburg, Ebenau, Gern und Hirschgarten
- 1. Januar 1900
  - Gemeinde Thalkirchen mit den Gemeindeteilen Thalkirchen, Maria Einsiedel und Obersendling
  - Gemeinde Laim mit den Gemeindeteilen Laim und Friedenheim
- 21. April 1905: Teilgebiet der Gemeinde Großhadern
- 14. Juli 1906: Teilgebiet der Gemeinde Moosach
- 25. Juli 1907: Teilgebiet der Gemeinde Freimann
- 1. Januar 1912: Gemeinde Forstenried mit den Gemeindeteilen Forstenried, Fürstenried, Maxhof und Unterdill
- 1. April 1913: Stadt Milbertshofen mit den Gemeindeteilen Milbertshofen, Neufreimann und Riesenfeld
- 1. Juli 1913:
  - Gemeinde Berg am Laim mit den Gemeindeteilen Berg am Laim, Baumkirchen, Echarding, Josephsburg, Steinhausen und Zamdorf
  - Gemeinde Moosach mit den Gemeindeteilen Moosach, Fasanerie-Nord, Hartmannshofen und Nederling
  - Gemeinde Oberföhring mit den Gemeindeteilen Oberföhring und St. Emmeram
- 13. Juli 1922: Teilgebiet der Gemeinde Feldmoching
- 1. Januar 1930:
  - Gemeinde Perlach mit den Gemeindeteilen Perlach, Fasangarten und Waldperlach
  - Gemeinde Daglfing mit den Gemeindeteilen Daglfing, Englschalking und Johanneskirchen, der Gemeindeteil Denning folgte erst am 1. Dezember
- 1. Oktober 1931: Gemeinde Freimann mit den Gemeindeteilen Freimann, Fröttmaning, Großlappen, Kultursheim und Neufreimann
- 1. April 1932: Gemeinde Trudering mit den Gemeindeteilen Kirchtrudering, Straßtrudering und Waldtrudering
- 1. Januar 1937: aus der Gemeinde Dornach einen Teil des Gemeindeteils Riem und ein Teilgebiet der Gemeinde Haar
- 1. Oktober 1937: Teilgebiet der Gemeinde Haar
- 1. April 1938:
  - Stadt Pasing
  - Gemeinde Feldmoching mit den Gemeindeteilen Feldmoching und Kolonie Lerchenau
  - Gemeinde Großhadern mit den Gemeindeteilen Großhadern und Kleinhadern
- 1. Dezember 1938:
  - Gemeinde Allach
  - Gemeinde Ludwigsfeld
  - Gemeinde Obermenzing mit den Gemeindeteilen Obermenzing, Blutenburg und Pipping
  - Gemeinde Solln mit den Gemeindeteilen Solln und Warnberg
  - Gemeinde Untermenzing
- 1. April 1942:
  - Gemeinde Aubing mit den Gemeindeteilen Aubing, Freiham, Moosschwaige und Neuaubing
  - Gemeinde Langwied mit den Gemeindeteilen Langwied, Gröbenzell und Lochhausen
- 1. Oktober 1942: aus der Gemeinde Dornach der Gemeindeteil Riem, wo seit 1939 der Flughafen München-Riem existierte
- 1. Oktober 1954: Teilgebiet des Forstbezirks Perlach
- 1. Februar 1962: Wohnlager Frauenholz der Gemeinde Oberschleißheim
- 1. Januar 1967: Teilgebiete der Gemeinden Haar und Feldkirchen im Rahmen der Vergrößerung des Flughafens München-Riem

## Ausgliederungen
Ausgegliedert wurde am 1. Oktober 1952 der 1942 als Teil der Gemeinde Langwied eingemeindete Gemeindeteil Gröbenzell in die neugebildete Gemeinde Gröbenzell im Landkreis Fürstenfeldbruck.